# أكيهيرو كاميدا
أكيهيرو كاميدا (باليابانية: 亀田 明広) (16 ديسمبر 1966 في كاناغاوا في اليابان – )؛ هو لاعب كرة قدم سابق كان يلعب كمهاجم.